# Operace Bin Nun Bet
Operace Bin Nun Bet (hebrejsky: מבצע בן נון ב׳, Mivca Bin Nun Bet, doslova Operace Bin Nun B) byla vojenská akce izraelské armády  provedená v květnu 1948 během první arabsko-izraelské války, v době krátce po konci britského mandátu nad Palestinou a vzniku státu Izrael. Byla součástí bitev o Latrun vedených s cílem ovládnutí přístupového koridoru z pobřežní planiny do Jeruzaléma a výšiny Latrun. Navazovala na neúspěšnou Operaci Bin Nun. Skončila rovněž izraelským neúspěchem.

## Dobové souvislosti
V listopadu 1947 přijala OSN plán na rozdělení Palestiny. Podle tohoto plánu měl být britský mandát nad Palestinou nahrazen dvěma samostatnými státy: židovským a arabským. V důsledku emocí předcházejících konci britského mandátu se v letech 1947-1948 rozpoutala občanská válka v Palestině mezi Židy a Araby, která se v měsících a týdnech před koncem mandátu zostřovala. Součástí této občanské války bylo i obléhání Jeruzaléma, jehož židovská populace byla stále více odříznuta od zásobování z pobřežní nížiny kvůli arabským útokům ve vesnicích v Judských horách, zejména ve strategické soutěsce Ša'ar ha-Gaj (Báb al-Vád). Touto soutěskou také vedl vodovod do Jeruzaléma. Situaci obležených Židů dočasně zlepšila Operace Nachšon, která na jaře 1948 na několik dnů otevřela cestu zásobovacím koridorům. Následovala Operace Makabi a Operace Bin Nun. Latrun ale nadále zůstával v arabském držení. 

## Průběh operace

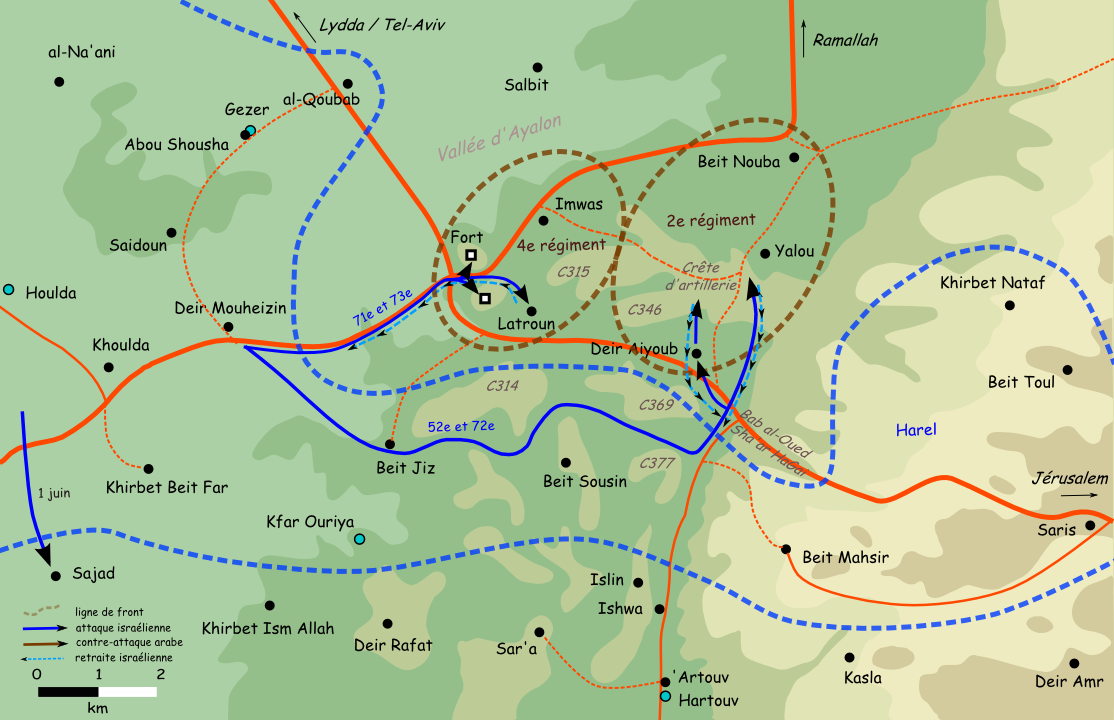
Oblast Latrunu 30. května 1948, Operace Bin Nun Bet

Po neúspěchu Operace Bin Nun se dále zhoršila situace obléhaného Jeruzaléma, Arabové navíc 26. května obsadili takzvaný Radarový vrch (Giv'at ha-Radar) v místech dnešního města Har Adar, který umožňoval ze severu kontrolovat pohyb mezi Jeruzalémem a Latrunem. David Ben Gurion přikládal kontrole tohoto regionu mimořádný význam a proto nařídil opakovaný útok na Latrun, ke kterému došlo 30. května pod jménem Operace Bin Nun Bet. Nový plán předpokládal, že útoku se místo dosud využívané brigády Alexandroni zúčastní brigáda Giv'ati. Jako výchozí bod měla použít arabskou vesnici Bajt Susin, odtud vyrazit k dobytí arabských vesnic Dejr Adžub a Yalu, kde by mohla odříznout Latrun od dopravního spojení. Plán zpočátku probíhal úspěšně, ale u vesnice Yalu se Izraelci dostali pod arabskou palbu z Latrunu a byli nuceni se narychlo stáhnout. Kvůli špatné koordinaci ovšem mezitím část židovských jednotek zahájila přímý pokus o dobytí Latrunu, což se jim zčásti povedlo,  nicméně bez podpory nebyli schopni v dobývání pokračovat a museli se rovněž stáhnout.
Operaci připomíná název nedaleké zemědělské vesnice Kfar Bin Nun.